# スローン・スクエア駅

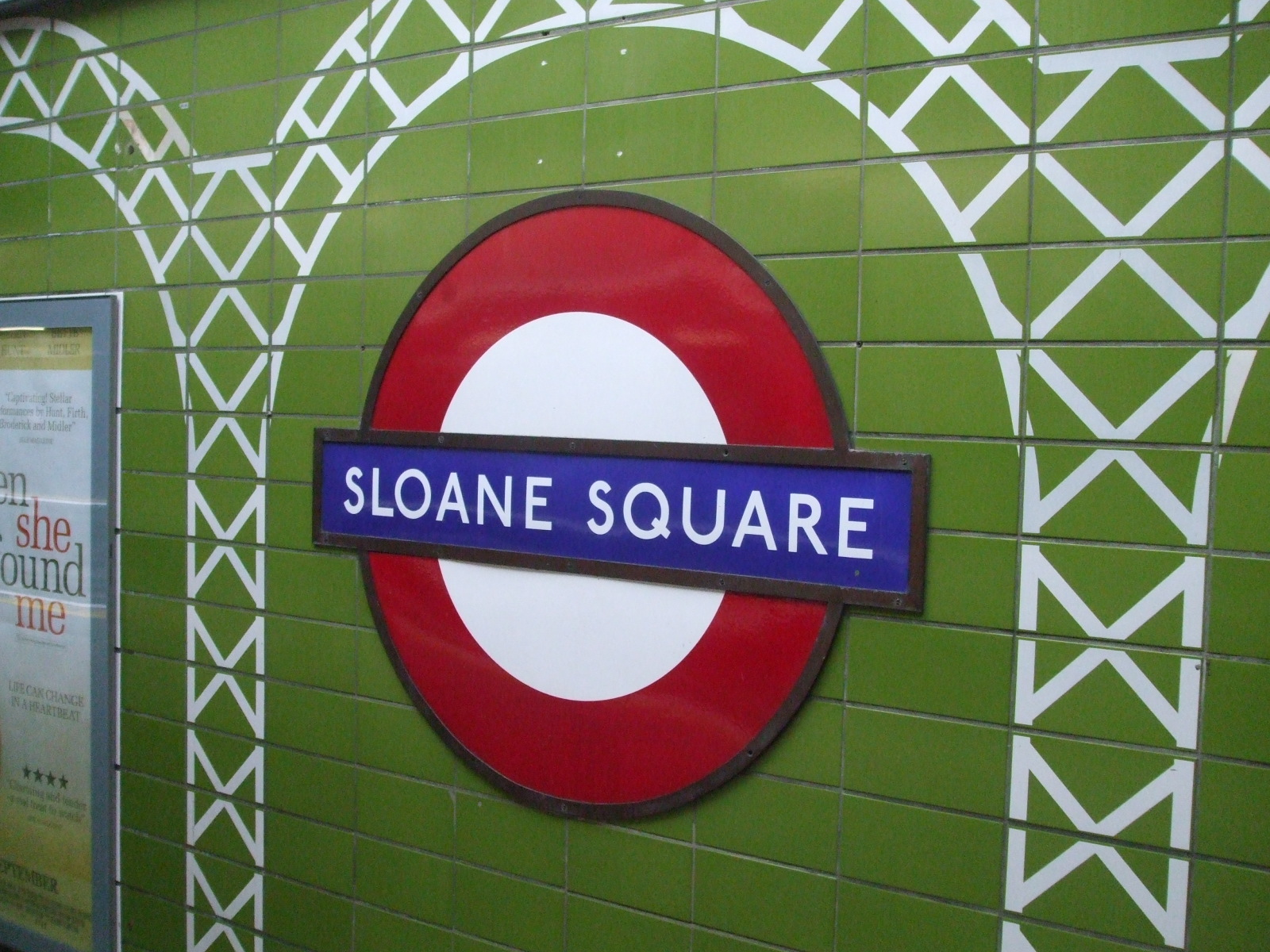
ホームの壁面プレート。

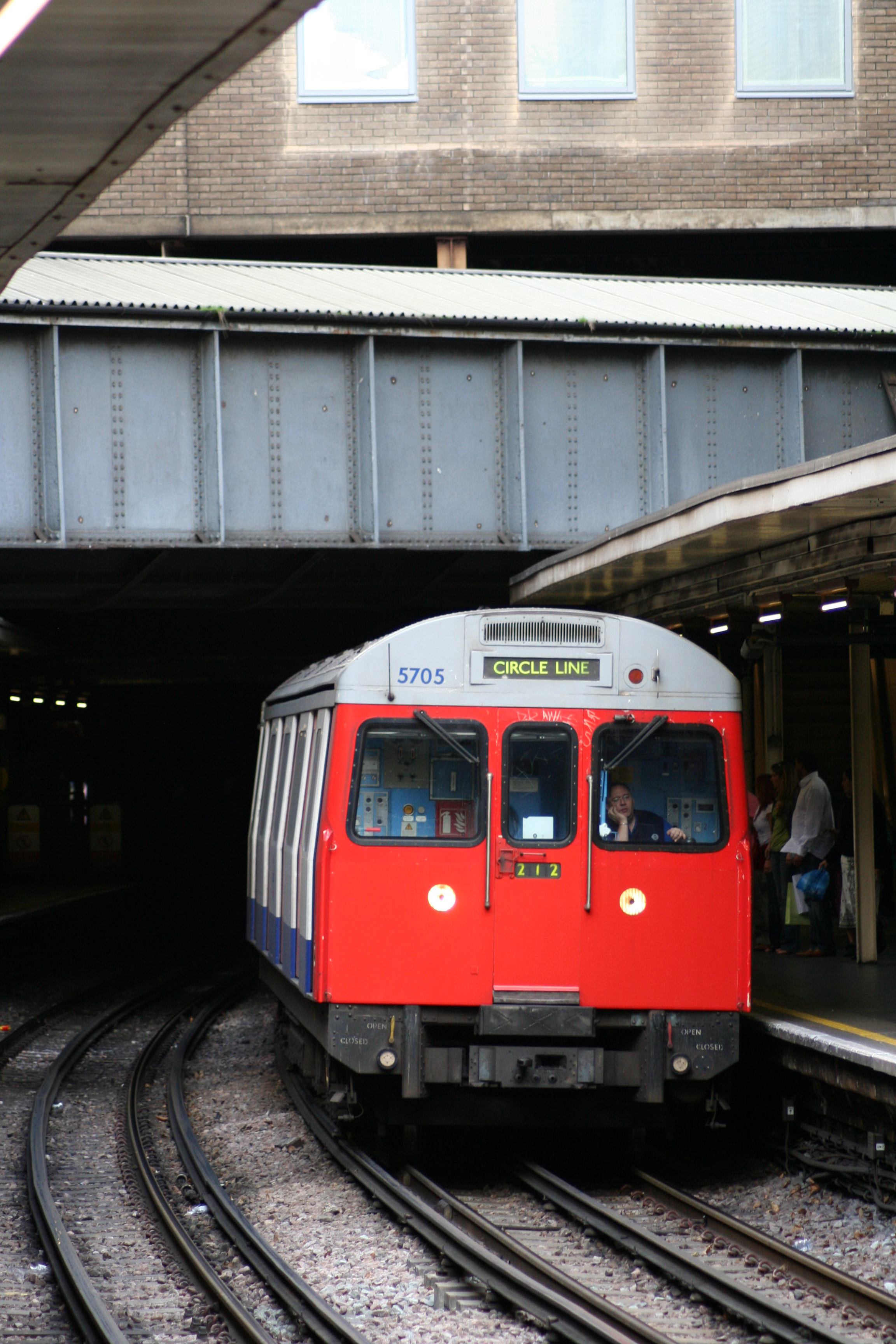
線路上にあるグレーの橋桁の中に、ウェストボーン川が流れる鉄管が収められている。

スローン・スクエア駅（スローン・スクエアえき、英語: Sloane Square station）はロンドンにあるロンドン地下鉄の駅である。チェルシーのスローン・スクエアにあり、ディストリクト線、サークル線の列車が発着する。この駅はトラベルカード・ゾーン1にある。
駅出入口はスローン・スクエアの東南側にあり、ロイヤル・コート・シアターに隣接する。この駅はキングス・ロードに面したピーター・ジョーンズ百貨店（Peter Jones department）やカドガン・ホールに最も近い駅である。

## 歴史
この駅は、1868年12月24日にメトロポリタン・ディストリクト鉄道（MDR、現在のディストリクト線）が同鉄道の最初の区間であるサウス・ケンジントン駅～ウェストミンスター駅を開業させた際に、その中のひと駅として開業した。
ウェストボーン川のそばを横切るため、駅の建設は難渋した。ウェストボーン川は、サーペンタイン・レイクとしてハイドパーク内でせき止められている川である。以前はナイツブリッジ地区にある同名の橋の下を流れていたもので、現在、川はホームの上で桁から吊された鉄管の中を流れている。
MDRはサウス・ケンジントン駅でメトロポリタン鉄道（MR、現在のメトロポリタン線と接続しており、両鉄道はライバルだったが、それぞれの会社の運行する列車が相手会社の線路を相互直通運転するインナー・サークル系統の運行を行った。
その後、同様にMDRと他社の相互直通運転を行う、「アウター・サークル」が1872年2月1日より、「ミドル・サークル」1872年8月1日より運行されこの駅を経由する。しかし、1900年にはミドル・サークルが、1908年12月31日にはアウター・サークルが、その運行区間を短縮されこの駅までは走らなくなった。
1930年代後半、駅舎は近代的スタイルに建て替えられ、コンコースとホームの間にエスカレーターが設置された。新しい駅舎は第二次世界大戦の間にほとんど破壊され、使用不能になってしまった。1940年11月、ドイツ空軍の爆弾により駅に停車していた列車内の79人の乗客が死亡し、コンコース、エスカレーターおよび線路の上を覆うガラスの天蓋が破壊された。
1949年、それまでメトロポリタン線の系統の1つの扱いであったインナー・サークル系統が「サークル線」として地下鉄路線図上で独立した。
1951年までには、駅は再び1930年代の駅舎に似た形状で再建されたが、アーチ状のガラスの天蓋は再建されなかった。また、現在の駅は初期の駅のような明るく広々とした雰囲気はない。駅出入口の上の駅舎は後年に追加されたものである。

## 特記事項
- 1960年4月5日、ピーター・ルウェリン・デイヴィスがこの駅で飛び込み自殺した。彼はジェームス・マシュー・バリーの「ケンジントン公園のピーター・パン」（Peter Pan, or The Boy Who Wouldn't Grow Up）に登場するピーター・パンのモデルで、バリーの友人の息子たち「ルウェリン・デイヴィス・ボーイズ」の一人であった[2]。

- 1973年12月26日、切符販売窓口にある電話ボックスで爆弾が爆発したが、死傷者は無かった[3]。

- 西行きホームに「ホール・イン・ザ・ウォール」という名のパブがあった。これは1985年に閉鎖されている。

## バス路線
ロンドンバスの11、19、22、137、211、319、360、452、C1系統と、ナイトバスのN11、N19、N22、N137系統が当駅を経由する。

## 隣駅
ロンドン交通局
ロンドン地下鉄
■サークル線
サウス・ケンジントン駅 - スローン・スクエア駅 - ヴィクトリア駅
■ディストリクト線
本線
サウス・ケンジントン駅 - スローン・スクエア駅 - ヴィクトリア駅

## 参照
1. ↑  Standard Tube Map (PDF) (Map). Not to scale. ロンドン交通局. January 2016. 2016年1月3日時点のオリジナル (PDF)よりアーカイブ。
2. ↑  Birkin, Andrew, J. M. Barrie and the Lost Boys, Yale University Press
3. ↑  Terrorist Attacks on the London Underground
4. ↑  “Buses from Sloane Square” (PDF).  ロンドン交通局 (2014年9月26日). 2015年2月20日閲覧。
5. ↑  “Night buses from Sloane Square” (PDF).  ロンドン交通局 (2013年1月). 2015年2月20日閲覧。
6. ↑  Sloane Square Underground Station - Bus